# 周穆王攻犬戎之戰
周穆王攻犬戎之戰是指發生於前965年至前964年（按夏商周斷代工程把周穆王在位時間定為前976年—前922年）周天子周穆王征討西北方的犬戎部落的戰爭。
犬戎是指中國古代周朝時期活躍在周朝西部（今甘肅省東部、寧夏一帶）的少數民族部落。
周穆王在位期間，犬戎的勢力逐漸強大，與周朝時有衝突，穆王考慮西征犬戎，祭公謀父諫曰：「不可。先王耀德不觀兵。夫兵戢而時動，動則威，觀則玩，玩則無震。」，穆王不聽，於穆王十二年（前965年）十月，親自統領大軍向北巡狩，大臣毛公班、共公利、逄公固跟從出征，討伐犬戎。
翌年（前964年）春天，祭公謀父統領周軍跟從周穆王西征，進兵陽紆。周軍勝，獲其五王，又得犬戎進貢四白狼、四白鹿。同年七月，西戎派遣使者前往朝見周天子。
穆王十七年，穆王統領周軍西征犬戎至昆侖丘，會見西王母，俘虜犬戎五王東歸。同年八月，遷犬戎至太原定居。
此次征戰導致日後荒服地區諸侯不再朝見。